# Североуралск
Североуралск (на руски: Североуральск) е град в Свердловска област, Русия. Населението на града към 1 януари 2018 година е 26 288 души.

## История
Селището е основано през 1758 година, през 1944 година получава статут на град.